# 倉田真由美
倉田 真由美（くらた まゆみ、1971年〈昭和46年〉7月23日 - ）は、日本の漫画家。本名：叶井 真由美。通称「くらたま」。MIYN（ミューン）所属。代表作は『だめんず・うぉ〜か〜』。Xで言及しているように、反トランスジェンダーな考えを持つ。
一橋大学商学部卒業。元NHK経営委員会委員。恵泉女学園大学非常勤講師。

## 略歴

### 中学・高校時代
福岡県出身。本人によれば、中学3年生の時にスパルタの塾に通って猛烈に勉強したため、大学にはその余力で受かったみたいなものと述べている。
高校時代は「それほど熱心に勉強せずにマンガを描きながら、勉強もしたという感じが近い」と述べている。

### 大学受験
福岡県立福岡高等学校3年の頃は小学館や集英社のある東京に憧れ、東京の大学への進学を希望していたが、親からは地元の九州大学より上の国立大学でないとダメだと言われていた。高校では理系だったが、大学受験では、前期に理系の東京工業大学、後期に文系の一橋大学商学部を受験した。
ところが大学入試の前日にも持ち込み原稿を持参し出版社巡りを行い、最後に回った講談社で「まずは受験をしっかりやれ」と言われたという。東京工業大の入学試験は不合格だったが、後期で一橋大学商学部に合格、同大学に入学。

### 大学時代
サッカー部の主将に初恋をし、マネージャーとして入部。その後は恋愛に夢中になり、漫画を描くことを止めていた。さらに同じゼミの、当時既にプロの漫画家であった黒田硫黄と自分の画力の差に愕然とし、漫画家になることを断念した。

### 漫画家デビュー
大学4年の就職活動で山一證券の最終面接まで残ったが、面接官からこの会社を選んだ理由を聞かれ、「歯医者が近いので」と思ったことをそのまま口に出してしまったために面接官の不興を買い、最終面接で落とされた。このエピソードを元に就職活動に失敗する女子学生を描いた漫画を、『ヤングマガジン』ギャグ大賞に応募。大賞を受賞し、デビューを果たした。
ヒット作には恵まれなかったが、雀荘従業員や学習塾講師などのアルバイトの傍ら、漫画の創作を続けた。2000年に週刊誌『SPA!』で、大きな欠陥のある男性との交際を繰り返す女性たちについて描いた作品『だめんず・うぉ〜か〜』の連載を始め、ブレイクを果たす。以後、恋愛・男女関係やコミュニケーションに関する仕事が増える。現在では漫画家としてだけではなく、主にコメンテーターとしてテレビなどにも多く出演している。
28歳で結婚し、第一子となる男児を出産したが、2年後に離婚（親権は倉田）。
2009年7月、自らの連載上で未婚のまま第二子を妊娠していることを公表。相手の男性は中村うさぎから紹介された映画配給会社「トルネード・フィルム」取締役・叶井俊太郎。同年9月、叶井と入籍。同年11月、第二子となる女児を出産。
2021年10月、最長8ページの漫画しか描いたことがなかったが、初の長編作品『凶母（まがはは）〜小金井首なし殺人事件 16年目の真相〜』を執筆。「まんが王国」ほか電子書店にて連載を開始。
2024年2月、X（旧Twitter）で叶井の死去を報告。

## 人物

### 作風
西原理恵子、浜口乃理子などと同様に、作者自身を主人公としてその日常体験を漫画にするのを基本的な作風とする。
漫画家を目指したきっかけは、西原理恵子の作品を読んで「この程度なら私にも描ける」と思ったからだと『だめんず・うぉ〜か〜』の作中で振り返っている。ただし、西原理恵子本人からは「あんたいくら走っても前に私いないよ」とコメントしている。倉田は、インタビューで画力について聞かれ「西原さんのほうが全っ然うまい。私の絵はヘタウマじゃなくて本当にヘタなんです（笑）」と述べている。

### 交友関係
渡辺洋香（女流雀士）や中村うさぎ（小説家）や深澤真紀（コラムニスト）と親交がある。渡辺洋香はだめんず会会長として『だめんず・うぉ〜か〜』レギュラーだった時期があり、中村うさぎとは共著が多く、深澤とも多く仕事をしている。また北芝健と仲が良く、2003年には倉田真由美と北芝健の2人が協力した『踊る大捜査線』のオフィシャル解読本も出版された（同書内で、倉田は青島俊作をだめんずではないと言い切っている）。
2009年から「日本催眠術協会」の役員を務めている。

### 社会的活動・教育活動
2010年6月20日付でNHK経営委員会委員。2012年2月末に任期満了で退任。2013年4月から恵泉女学園大学非常勤講師。

### 政治活動
2006年7月、民主党が衆議院・参議院・地方選に向けて候補者公募の選考で意見を聞くために開設された有識者会議のメンバーに選ばれていたことを契機に、小沢一郎政経研究会の講演を行なうなど、民主党と深くかかわるようになる。
2009年の政権交代により鳩山由紀夫を首班とする政権が誕生すると、倉田は日本放送協会経営委員会委員に就任することが決まった（2010年5月）。しかし、国会の承認議決において、後述の所得隠しを問題とする自民党・みんなの党・新党改革・たちあがれ日本によって反対を受けた。
2012年の政権交代により、第2次安倍内閣が成立すると麻生太郎副総理を「失言放言が多く、良いところが全くない。景気対策に失敗した時に責任を取らせるためか、引退前の最後の花道で起用しただけ。」と非難し、安倍晋三のことを自身の漫画に登場する『働かないヒモ』と一刀両断した。また、自民党が民主党の政権運営の拙さを指摘したことについても、国民の選択を批判する行為であると非難している。
『こんな男とは絶対、結婚するな!』の共著や、『だめんず・うぉ〜か〜』第7巻の対談などで福島瑞穂と面識があり、福島と山口二郎との共著『本当に憲法改正まで行くつもりですか?』もある。

### ワクチン忌避
ワクチン忌避主義に傾倒し新型コロナワクチンに疑義を唱えており、2023年10月時点でも接種していない。2021年8月にはニューヨークの教職員のワクチン義務化について、「もはやアメリカはまったく自由の国じゃないな」と述べている。2021年10月11日に「昔、水痘に罹った子をわざわざ訪ねて自分の子にうつし免疫を獲得させることは普通にあった。『軽症ですむ子供のうちに罹ってしまう』って、病気によっては最高の解決法なんじゃないのか」とツイートした際には、「それを安全に、手軽に出来るようにしたのがワクチン」「亡くなることだってあるのに…」「最高じゃなかったからワクチンが義務付けられるようになったんでしょ」と指摘された。日本で接種されている水痘（帯状疱疹）ワクチンは1回の接種で水痘にかかるのを80 - 85%減らすことが出来、重症化をほぼ100%防げるものである。医師にも批判されたため、2021年10月13日時点で該当ツイートを削除した。

### 不祥事
所得隠し事件
2006年11月29日、自身が社長を務める漫画制作会社「たまくら」（東京都新宿区）が東京国税局の税務調査で、2005年4月期までの3年間に約1800万円の所得隠しをおこなったと指摘されていたことが判明した。数十人の架空のアシスタントを立て、給与を水増ししていたとされている。重加算税を含めた追徴税額は約600万円と報道された。同社は2005年12月に修正申告し、追徴税額を支払った。
倉田本人は事実を認めたうえで、追徴された税金はすでに支払っており、事件は過去のものだと述べている。また『だめんず・うぉ〜か〜』内でもこの事件を振り返り「税理士に60人分の架空のアシスタントを立てろと言われたから立てただけ」「レポーターにつめ寄られてとっても怖かった」と弁明、述懐した。
この件が発覚した後に出演した『たかじんのそこまで言って委員会』（2006年12月10日放送分）冒頭で涙ながらに釈明のコメントを行ったが、宮崎哲弥ら共演者からは悪質だと追及を受ける形となった。また『週刊文春』2006年12月14日号でも「くらたま悪質脱税 だめんずを使って領収書集め」と題する記事が掲載されている。倉田がNHKの経営委員会に入ることが決まった際にも、この事件を理由に批判が起きた。

## 著作

### 単独
- だめんず・うぉ〜か〜
- 突撃くらたま24時――東京デンジャラス探訪 - 白夜書房 2001年 ISBN 978-4893677518
  - 文庫本 - 講談社 2004年 ISBN 978-4062569200
- くらたまのお蔵だし - 扶桑社 2002年 ISBN 978-4594034962
- たま先生に訊け! (1) 双葉社 2002年 ISBN 978-4575294064
  - 文庫本 - 双葉社 2005年 ISBN 978-4575712995
- どっちが委員会 - 講談社 2002年 ISBN 978-4063345643
- たま先生に訊け! (2) 双葉社 2003年 ISBN 978-4575295436
  - 文庫本 - 双葉社 2005年 ISBN 978-4575713008
- くらたまのどっちが委員会!?――世の中の小問題を考える毒舌バトル - 講談社 2003年 ISBN 978-4062567732
- くらたま切り捨て御免! - 講談社 2004年 ISBN 978-4063348989
- 花のオンナ道 - マガジンハウス 2004年 ISBN 978-4838715046
  - 文庫本 - 光文社 2007年 ISBN 978-4334784669
- くらたま流 恋のお悩み一刀両断! - PHP研究所 2005年 ISBN 978-4569643601
- ほやじ日記 - 朝日新聞社 2005年 ISBN 978-4022579928
- いい男には恋のルールは通じない!―本命の彼とうまくいく方法 - 青春出版社 2006年 ISBN 978-4413036139
- おやじの格差 - 朝日新聞社 2006年 ISBN 978-4022502223
- ラブ中。 - マガジンハウス 2006年 ISBN 978-4838717187
- だめんず症候群（扶桑社新書 1） - 扶桑社 2007年 ISBN 978-4594052461
- くらたま式恋愛ヂカラ強化ナビ ラブラブ中。 - マガジンハウス 2007年 ISBN 978-4838717873
- 婚活―その人と結婚するために - 三笠書房 2009年 ISBN 978-4837965015
- くらたまの恋愛やり直し!!塾 - 主婦の友社 2009年 ISBN 978-4072666142
- 婚活迷宮の女たち - ダイヤモンド社 2010年 ISBN 978-4478013885
- 抗がん剤を使わなかった夫～すい臓がんと歩んだ最期の日記～ 古書みつけ 2025年  ISBN 978-4991299735

### 共著
書名、共著者名、出版社名、出版年、ISBN の順に記載
- うさぎとくらたまのホストクラブなび（中村うさぎ共著） - 角川書店 2002年 ISBN 978-4048837910
  - 文庫本 - 角川書店 2005年 ISBN 978-4044125257
- くらたま&岩月教授のだめ恋愛脱出講座（岩月謙司共著） - 青春出版社 2002年 ISBN 978-4413033459
- 死ぬまでにしたい10のこと（10名の女性によるエッセイのアンソロジー） - ソニーマガジンズ 2003年 ISBN 978-4789721288
- 喫茶店で2時間もたない男とはつきあうな!（齋藤孝共著） - 集英社 2004年 ISBN 978-4083330261
  - 文庫本 - 集英社 2007年 ISBN 978-4086501347
- くらたま&ヨーコの恋愛道場 〜教えて! 10人の達人たち〜（渡辺洋香共著） - 白夜書房 2004年 ISBN 978-4893679215
- うさたま見聞録（中村うさぎ共著） - 角川書店 2004年 ISBN 978-4048838733
- うさたま恋のER緊急救命室（中村うさぎ共著） - 宝島社 2004年 ISBN 978-4796639309
- うさたまの暗夜行路対談（中村うさぎ共著） - 講談社 2004年 ISBN 978-4062124201
- ゴージャスめし（弘兼憲史共著） - 講談社 2004年 ISBN 978-4063375534
- うさたまの霊長類オンナ科図鑑（中村うさぎ共著） - 角川書店 2005年 ISBN 978-4048839334
- うさたまのオバ化注意報（中村うさぎ共著） - 小学館 2005年 ISBN 978-4093964616
- ダメだ! この会社――わが社も他社も丸裸（山崎元共著） - 小学館 2005年 ISBN 978-4093875455
- こんな男とは絶対、結婚するな!（福島みずほ共著） - 大和書房 2005年 ISBN 978-4479770800
- 本当に憲法改正まで行くつもりですか?（山口二郎、福島みずほ共著 倉田真由美挿絵） - 実務教育出版 2007年 ISBN 978-4788926202
- うさたまのいい女になるっ!―暗夜行路対談（中村うさぎ共著） - 講談社 2008年 ISBN 978-4062759519
- くらたまとフカサワのアジアはらへり旅（深澤真紀共著) - 理論社 2008年 ISBN 978-4652079362
- うさたまの妖怪オンナ科図鑑（中村うさぎ共著) - 角川グループパブリッシング 2008年 ISBN 978-4048850049
- 人に愛される子を育てる! 魔法のアドバイス（多湖輝共著) - 宝島社 2008年 ISBN 978-4796660617
- 女性解放区（杉本彩、さかもと未明共著) - PHP研究所 2009年 ISBN 978-4569771731
- こころの薬―幸せになれる診療室（大平健共著) - 新潮社 2009年 ISBN 978-4101160825
- ダメになってもだいじょうぶ―600人とSEXして4回結婚して破産してわかること（叶井俊太郎共著) - 幻冬舎 2010年 ISBN 978-4344019188

### その他
- 勝手に!踊る大捜査線 フジテレビ出版 2003年 ISBN 978-4594041380

倉田と北芝健が協力している『踊る大捜査線』のオフィシャル解読本。この本で倉田は青島刑事をだめんずじゃないと言い切っている。
- 諸富祥彦著『ケッコン構造改革のススメ!―新・男と女の掟62+1』 倉田真由美挿絵 実業之日本社 2003年 ISBN 978-4408105529
- ミシェル・アレクサンダー、ジェニー・ロング『10日間でダメ男と別れる方法』倉田真由美訳 主婦の友社 2004年 ISBN 978-4072452271
- ダサたまのオシャレケモノ道（「GLOW」宝島社）

### 雑誌の連載記事
- だめんずうぉ〜か〜（週刊SPA!）
- フリドラ男（週刊朝日=イラストとコラム）
- 終末アイドル フルフル9（FLASH）
- わらびん（デーリー東北）

### CM
- NTT-BJ・タウンページTVCM『弁護士編』（2010年） - 石原良純とのコラボアニメCM

## 主な出演

### テレビ番組
現在
- バラいろダンディ（TOKYO MX、2014年4月 - 、月曜日）
- めんたいワイド（福岡放送、2006年10月 ‐ ）

過去
- たかじんのそこまで言って委員会（現・そこまで言って委員会NP）（読売テレビ、2006年6月 - 2007年9月）
- スッキリ!!（現・スッキリ）（日本テレビ、2006年4月 - 2006年11月、木曜日）
- ウェークアップ!ぷらす（読売テレビ、時期不明）
- ワイド!スクランブル（現・大下容子ワイドスクランブル）（テレビ朝日、2006年 - 時期不明）
- 100人目のバカ（不定期放送）
- ザ!情報ツウ（日本テレビ、時期不明）
- 真相報道 バンキシャ!（日本テレビ、時期不明）
- ウォッチ!（TBS、時期不明）
- @サプリッ!（日本テレビ、時期不明）
- みのもんたの朝ズバッ!（TBS、2005年4月 - 2006年3月、金曜日）
- FNNスーパーニュースアンカー（関西テレビ、2007年12月 - 2009年3月、金曜日）
- 5時に夢中!（TOKYO MX、2009年4月 - 2009年9月、水曜日）
- ニッポン・ダンディ（TOKYO MX、2013年10月 - 2014年3月、火曜日）
- 白熱ライブ ビビット→ビビット（TBS、2016年10月 - 2019年9月、火曜日パーソナリティ）[22]
- ラストアイドル（グループ）(テレビ朝日)審査員

### ラジオ
過去
- 大竹まこと ゴールデンラジオ!（文化放送、2015年9月1日 - 2020年3月23日） - パートナー。2016年9月27日までは火曜日、2016年10月3日からは月曜日に出演した。
- Love a la mode（CROSS FM、水曜21:30-23:30、2023年1月4日-3月29日、全13回）